# Lollius mouhoti
Lollius mouhoti är en insektsart som beskrevs av William Lucas Distant 1909. Lollius mouhoti ingår i släktet Lollius och familjen sköldstritar. Inga underarter finns listade i Catalogue of Life.